# Dean Smith (lekkoatleta)
Finis Dean Smith (ur. 15 stycznia 1932 w Breckenridge w stanie Teksas, zm. 24 czerwca 2023 tamże) – amerykański lekkoatleta, sprinter, mistrz olimpijski z 1952 z Helsinek.
Został mistrzem Stanów Zjednoczonych (AAU) w biegu na 100 metrów w 1952. Na igrzyskach olimpijskich w 1952 w Helsinkach zajął w tej konkurencji 4. miejsce. Jako członek sztafety 4 × 100 metrów zdobył złoty medal olimpijski (sztafeta biegła w składzie Smith, Harrison Dillard, Lindy Remigino i Andy Stanfield).
Po ukończeniu studiów na University of Texas at Austin Smith został zawodnikiem futbolu amerykańskiego. Występował z zespołach Los Angeles Rams i Pittsburgh Steelers, ale nie grał w meczach ligowych. Po zakończeniu kariery sportowej występował jako zawodowy kowboj na rodeo oraz był kaskaderem w wielu westernach, m.in. Alamo, W kraju Komanczów, Jak zdobywano Dziki Zachód, McLintock!, Rio Conchos, Big Jake i El Dorado. Wystąpił również w serialach telewizyjnych Tales of Wells Fargo, Maverick, Gunsmoke, Lawman, Have Gun – Will Travel, The Iron Horse i Strażnik Teksasu.

## Rekordy życiowe
- bieg na 100 metrów – 10,3 s (1951)